# بریسولا
بریسولا (انگلیسی: Bergsala) شرکت بازی ویدئویی سوئدی است، که در سال ۱۹۷۶ تأسیس شد.